# Gårdstjärnen, Ångermanland
Gårdstjärnen är en sjö i Örnsköldsviks kommun i Ångermanland och ingår i Moälvens huvudavrinningsområde.